# Pasimoni
Pasimoni (šp. Rio Pasimoni) je rijeka u Venezuelanskoj saveznoj državi Amazonas. Pritoka je kanala Casiquiare i pripada porječju rijeke Amazone.

## Riječni tijek
Pasimoni izbire na sjevernim padinama planine Cerro de la Neblina, te teče prema sjeveru, u kanal Casiquiare.
Pasimoni je klasična crnovodna rijeka s niskom pH vrijednošću vode, vodljivosti i hranjivih tvari.